# Guy VIII de Laval
Pour les articles homonymes, voir Guy de Laval.
Guy VIII de Montmorency-Laval (v.1245 - 22 août 1295, l'Isle-Jourdain), seigneur de Laval, de Châtillon-en-Vendelais, de Loué, d'Olivet, d'Aubigné et baron de Vitré. Il fut aussi comte de Caserte dans la Terre de Labour. Il succéda à ses père et mère dans les terres de Laval, de Vitré, d'Acquigny, etc. et dans la vicomté de Rennes. On cite dans ses domaines le château et la châtellenie de Châtillon-en-Vendelais, la châtellenie d'Olivet, le Breil de Misedon.

## Famille
Guy VIII est le fils de Guy VII de Laval et de Philippa de Vitré.
Il épousa en premières noces en 1260 Isabelle de Beaumont-Gâtinais, comtesse de Caserte, fille et héritière présomptive de Guillaume de Beaumont-Gâtinais, seigneur de Passy-sur-Marne et de Villemomble, et comte de Caserte dans la Terre de Labour, proche de Naples, par le don que Charles Ier d'Anjou, roi de Sicile, lui en avait fait.
Guy se remaria en 1286 avec Jeanne de Brienne de Beaumont, dame de Loué. De ce mariage est issue la branche des Laval-Roix.
Guy VIII de Laval et Isabelle de Beaumont-Gâtinais eurent deux fils :
- Guy IX de Laval ;
- Guillaume, seigneur de Passy-sur-Marne, mort en 1283 sans postérité[6] ;

Guy VIII de Laval et Jeanne de Brienne eurent huit enfants :
- André, seigneur de Châtillon-en-Vendelais ;
- Guy, évêque de Quimper, puis évêque du Mans ;
- Louis, seigneur d'Aubigné, qui vivait en 1323 ;
- Thibault, seigneur de Loué, tué à la bataille de Poitiers en 1356 ;
- Matthieu[Interprétation personnelle ?] ;
- Philippine, dame de Princé, qui épousa[7] Guillaume Le Voyer, seigneur de Paulmy en Touraine, puis Guillaume II de Rochefort, seigneur d'Assérac, vicomte de Donges[8] ;
- Agnès, religieuse, abbesse de Maubuisson ;
- Catherine, religieuse à l'abbaye d'Étival-en-Charnie.

Sa veuve Jeanne de Brienne survécut jusqu'en 1333 et fut abbesse de l'abbaye d'Étival-en-Charnie.

### Supercherie historique
Enfin, d'après un acte des archives de Goué, on fait mention de « Mousiour Franczois de Laval, signour de Brée, Fougeroles, du Plessis, etc. époux de damoiselle Guionne. » L'existence de ce François est liée à une supercherie historique. Voici la source de l'erreur. M. Bertrand de Broussillon, croyant citer un document de son cartulaire, citait encore un document de la généalogie de Montmorency, dans l’Art de vérifier les dates, où est inséré Mathieu de Laval, époux de Michelle de Goué. Mais Mathieu qui serait le père, François qui serait le fils, n'existent pas plus l'un que l'autre. 

## Histoire

### Expéditions
Il participa en 1254 à la chevauchée de Charles Ier d'Anjou, frère de Louis IX de France, parti pour revendiquer le Hainaut. Au décès de sa mère, le 22 septembre 1254, il devint seigneur de Vitré.

#### Mariage
Le fils de Guy VII de Laval qui pendant toute la vie de son père conserva le nom de Guionnet, se maria en 1260. Il épousa Isabelle de Beaumont-Gâtinais, fille unique de Guillaume de Beaumont-Gâtinais, moult preux chevalier, dit Pierre Le Baud, vaillant et expert aux armes, jouissant de l'estime et de l'affection du roi dont il était parent. Ce seigneur assure envers son gendre, de grands biens en Bourgogne, en Champagne et en Anjou.
Isabelle de Beaumont-Gâtinais est à l'origine d'une légende relieuse concernant sa piété et sa charité.

#### La Sicile
Il participe avec le même Charles Ier, accompagné de son père, à l'expédition du royaume de Sicile vers 1266.
En 1267, lors de la mort de son père, il hérita des biens de la maison de Laval.
Deux arrêts du parlement de Paris rendus en 1267 et 1268 montrent que Guy ne s'était pas borné à exiger de ses vassaux des subsides immodérés; il avait aussi violemment envahi la terre d'Attichy. La seigneurie d'Attichy était assurée en douaire à Thomasse de Pouancé, seconde femme de son père. Cette dernière porta plainte et Guy n'ayant pas restitué dans le délai qui lui avait été accordé, il fut statué que, nonobstant son opposition, sa belle-mère serait remise en possession de ce qui lui appartenait.
La guerre recommençait en Sicile. Conradin, petit-fils de l'empereur Frédéric II du Saint-Empire, faisait valoir ses prétentions sur la couronne de Charles Ier d'Anjou, et celui-ci, peu confiant dans l'appui de ses nouveaux sujets, avait une seconde fois recours à la valeur des seigneurs de France. Guillaume de Beaumont-Gâtinais, beau-père de Guy VIII, possédait au royaume de Naples le comté de Caserte, qu'il avait reçu de Charles, en récompense de la part qu'il avait prise à la conquête. Son gendre était donc directement intéressé à venir en aide à ce prince; il se rendit eh Italie l'année même de la mort de Guy VII et combattit à la Bataille de Tagliacozzo, près de L'Aquila où Conradin fut vaincu (24 août).

#### Les Croisades
L'année suivante fut consacrée aux préparatifs d'une nouvelle croisade. saint Louis, devant l'insuccès de sa première expédition, réussit à déterminer ses barons à le suivre cette fois encore. Pour l'Art de vérifier les dates, il accompagna en 1270, le roi saint Louis dans son expédition d'Afrique. Il participa à la huitième croisade en 1269. Il participe avec Saint-Louis à l'expédition de Tunis. Il y vit l'armée chrétienne décimée par la maladie et la mort de Saint-Louis. Pour Bertrand de Broussillon, aucun document ne permet d'affirmer avec Pierre Le Baud que Guy VIII ait pris part à la croisade de Tunis pendant laquelle périt saint Louis.
L'année suivante, de retour en France, Guy alla bien accompagné de ses nobles vassaux aider Philippe le Hardi, fils de Saint-Louis, à réduire Roger-Bernard III de Foix, comte de Foix. Sa participation est établie par le procès-verbal de comparution des bannerets, où on apprend que, devant être accompagné de trois chevaliers, Guy VIII était arrivé à Tours, avec Jean le Boche, Guillaume « Noturum » et Luc de Chemiré.
Au siège de Ramiers, Philippe lui fit restituer une somme de 60 livres. Il l'avait prêtée à Alphonse de Poitiers, oncle du roi, pendant le voyage d'Afrique. 
Il perdit en 1272, presque en même temps son beau-père et sa femme, qui fut inhumée à l'abbaye de Clermont. En 1272 il comparut dans l'enquête que le roi Philippe III fit faire à Tours, sur le service militaire que lui devaient ses vassaux,,.

### Caserte
Guy VIII put en 1275 repasser en Italie, non plus cette fois pour combattre, mais pour prendre possession du comté de Caserte, dont la mort à peu près simultanée de son beau-père et de sa femme le rendait héritier. On ignore la durée du séjour qu'il fit en ce pays. 
En 1283, Guy de Laval fut, comme comte de Caserte, dans le royaume de Naples, l'un des principaux seigneurs qui se rendirent à Bordeaux, pour soutenir Charles Ier de Sicile, roi de Sicile, contre Pierre III d'Aragon. Au printemps de l'année 1285, s'étant mis à la tête de ses vassaux, il alla joindre l'armée que le roi Philippe le Hardi menait contre le roi d'Aragon. Le roi de France ne manqua pas d'accorder à son oncle le secours que celui-ci lui fit demander; l'armée française alla le rejoindre dans les plaines de San-Martino; mais le roi d'Aragon ne voulut point accepter la bataille. Il fit dire à Charles que ce serait grand dommage que tant de braves gens s'entretuassent pour leur querelle et qu'il valait mieux la terminer par un combat entre eux deux, assistés seulement chacun de cent chevaliers. Guy accompagna le roi dans toule la campagne qui suivit. Après plusieurs avantages remportés par l'armée française sur le roi d'Aragon, elle se termina par la mort de Pierre III à Perpignan en 1285.

### Mort

#### Succession
En 1286, il prit une seconde alliance avec Jeanne de Beaumont-Brienne. Il en eut 8 enfants et craignant que sa succession ne fût entre eux une cause de discussions fâcheuses, de leur commun consentement et de celui de Guy, fils d'Ysabeau, il leur fit, de son vivant, le partage de ses biens (1292) entre lainé et les puînés les biens suivants En attribuant ces biens aux fils de Guy VIII, on tint compte de la défense de morceler la terre et baronnie de Laval, portée par Guy VII ; le lien féodal ne fut pas rompu. Les seigneuries attribuées aux frères du baron de Laval durent être tenues de lui, selon les coutumes des pays où elles étaient situées, en Bretagne comme juveigneur d'aisné, dans le Maine, en parage.

#### Reprise des armes
Avant de reprendre les armes pour aller en Aquitaine combattre les Anglais sous la conduite de Charles de Valois, frère de Philippe le Bel, Guy VIII, comme s'il eût eu le pressentiment de sa mort prochaine, consigna dans un testament ses dernières volontés (1294).
D'après les Hosts du duc de Bretagne Jean II de Bretagne, tenus à Ploermel en 1294, le jeudi après l'Assomption (dans le mois d'août), Guy VIII reconnut devoir à l'armée du duc cinq hommes-d'armes pour ses terres d'Aubigné, de Martigné, de Coêmes et de Rétiers. L'Homme ou chevalier de ce dernier fief devait se rendre aux ordres du baron de Vitré, si celui-ci l'appelait le premier, sinon il devait obtempérer à l'appel du sire de La Guerche, si cet appel précédait.
Il partit en 1294, à la suite de Charles, comte de Valois, pour la guerre que ce prince porta en Auvergne, et eut part au siège et à la prise de Riom. De là s'étant rendu au siège de Saint-Sever, ayant opposé les armées du roi Philippe IV de France et celles d'Édouard Ier d'Angleterre, il y tomba malade ; et s'étant fait porter à l'Isle-Jourdain, il y mourut le lundi après l'Assomption (22 août 1295).
Ses chevaliers déposèrent ses entrailles dans l'abbaye Notre-Dame de la Réau et rapportèrent son corps. Son corps fut rapporté et déposé auprès de celui d'Isabelle, sa première femme.

## Source partielle
« Guy VIII de Laval », dans Alphonse-Victor Angot et Ferdinand Gaugain, Dictionnaire historique, topographique et biographique de la Mayenne, Laval, A. Goupil, 1900-1910 [détail des éditions] (BNF 34106789, présentation en ligne), t. IV, p. 527-528.